# Chronoxyle

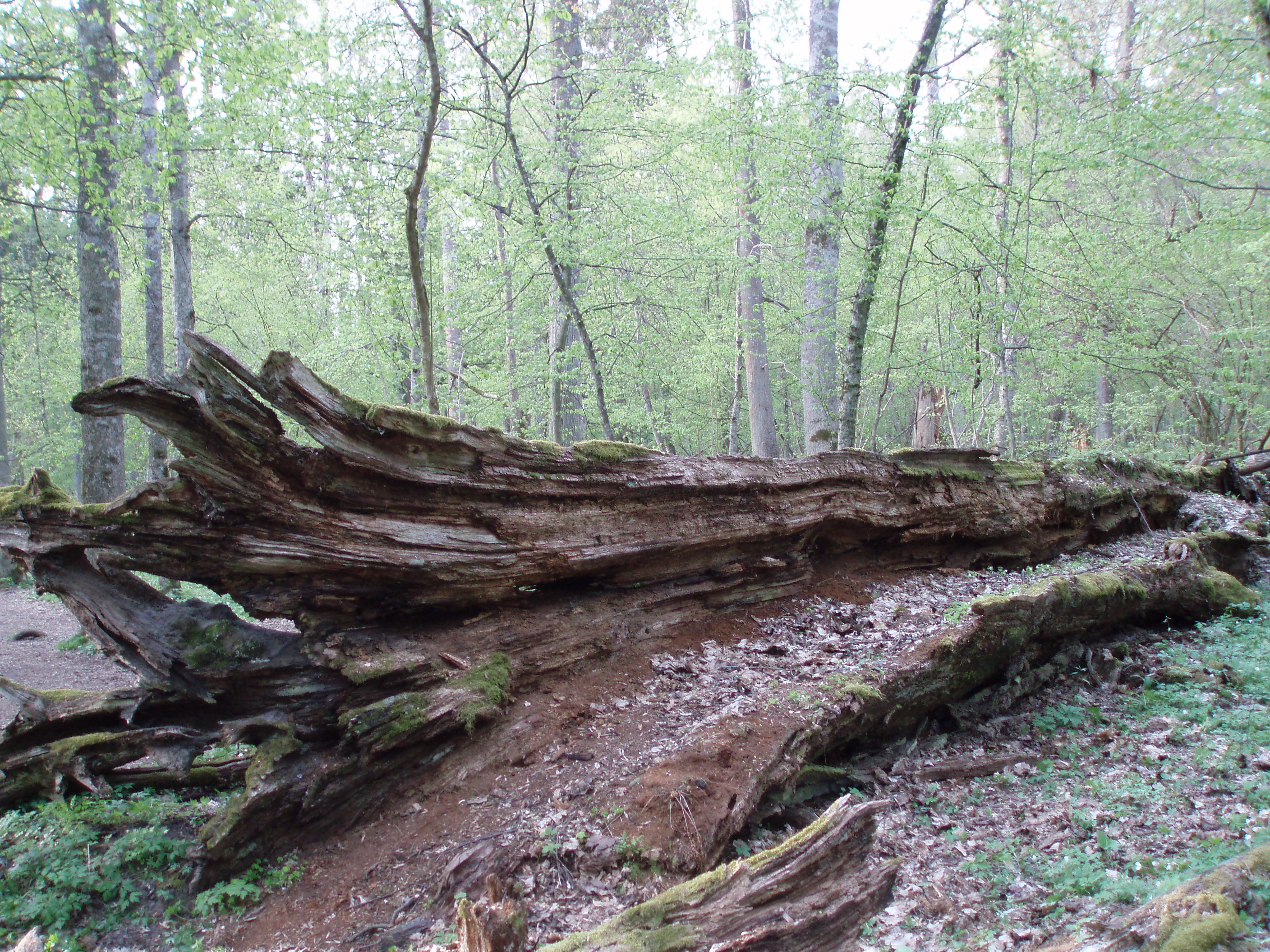
La leña está de una manera natural muy presente en los bosques primarios (hasta una 1/3 de masa de la madera), en Białowieża (Polonia)

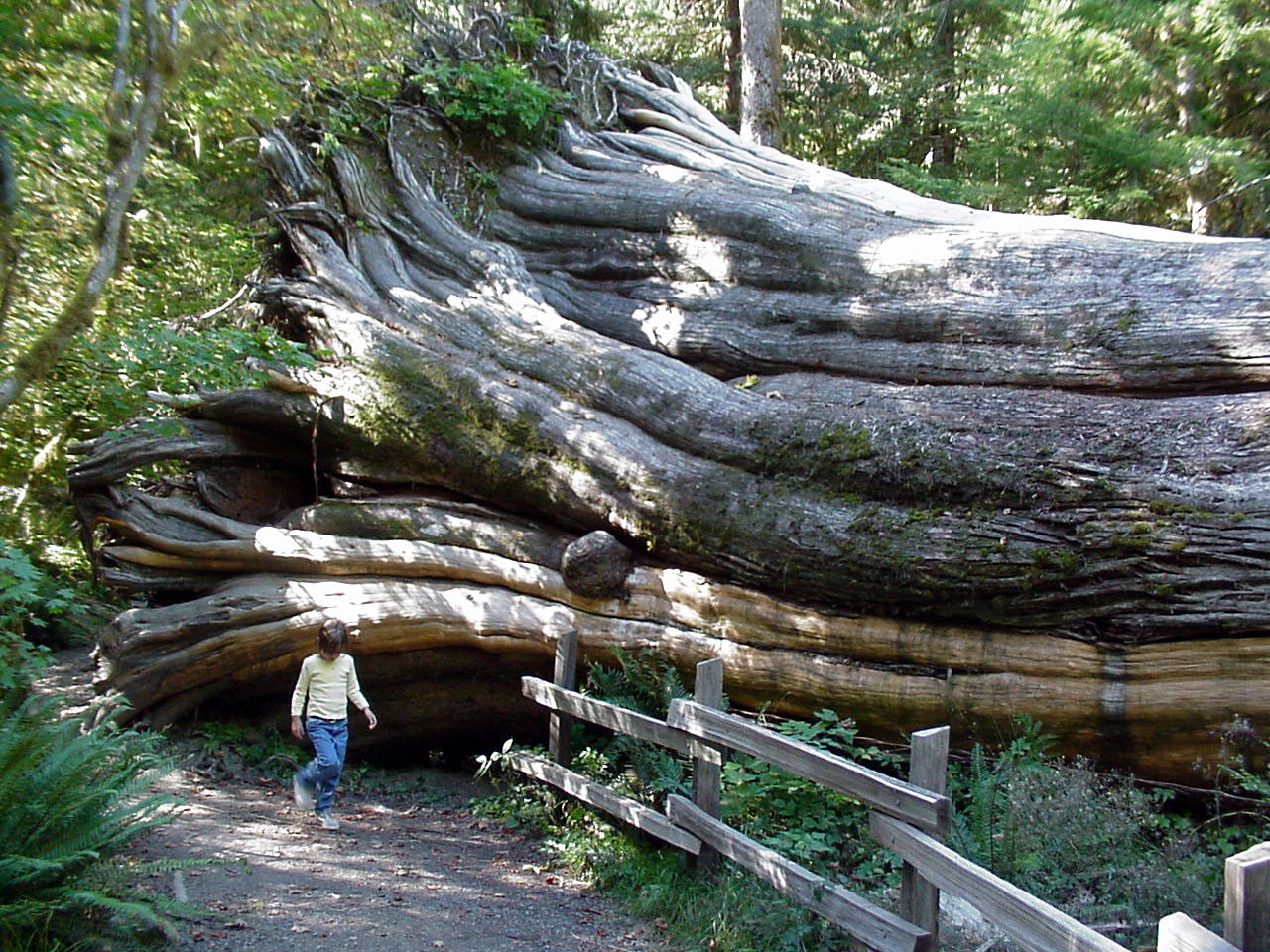
En los grandes troncos no se congela su interior. Por esta razón, albergan especies particulares. Podrá alimentar durante siglos millares de toneladas de organismos saproxilófagos o consumidores de madera en descomposición.

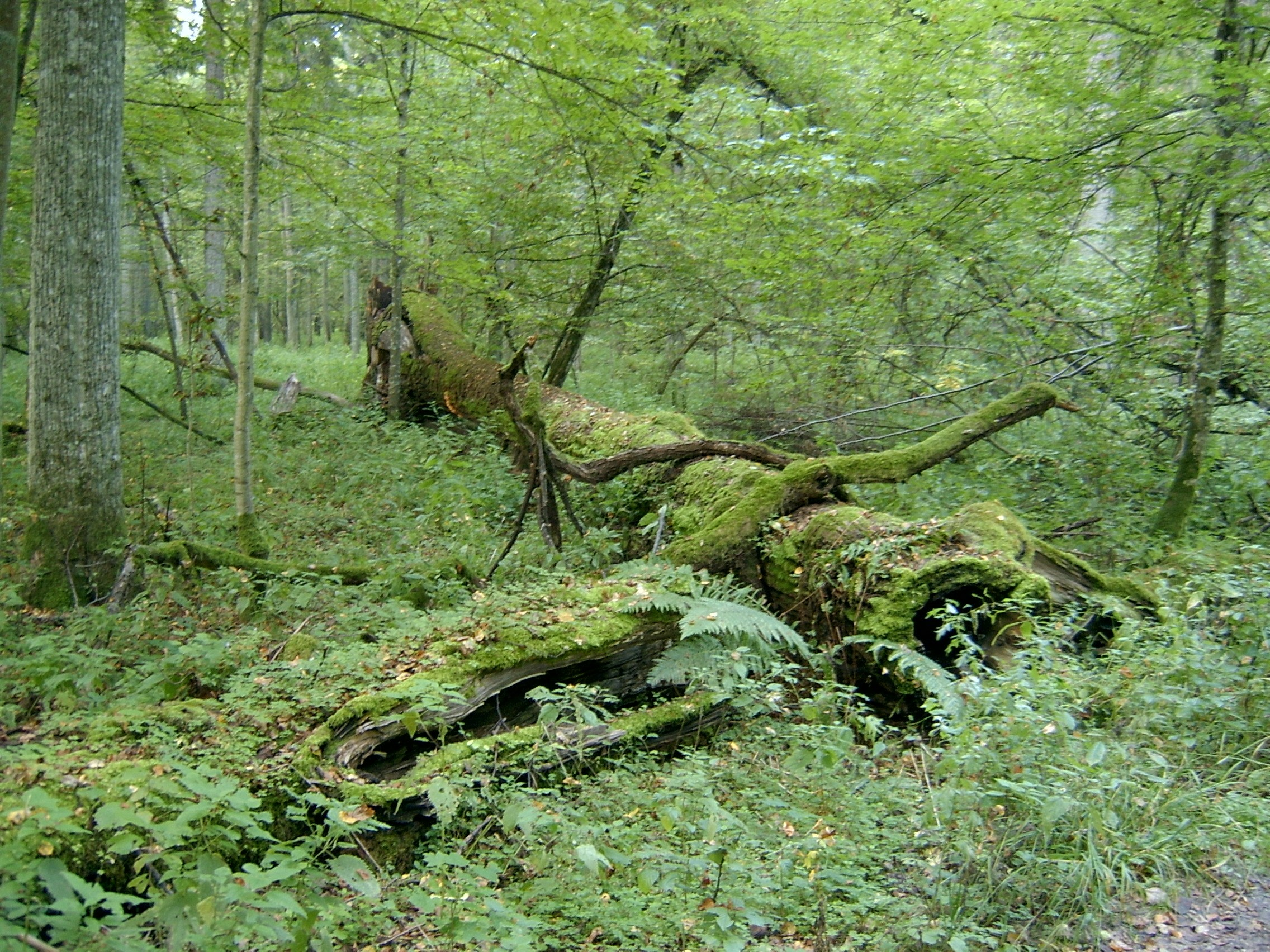
En un bosque primario de zona de clima templado, un 30% de la madera naturalmente presente se murió y está en descomposición.

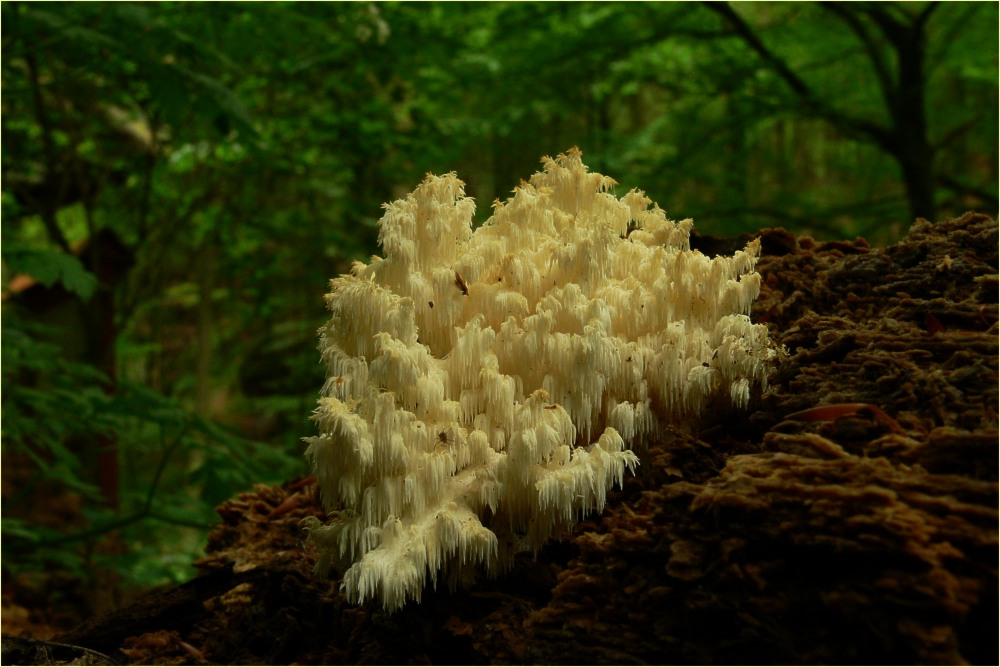
Numerosas setas dependen de la madera muerta en descomposición (aquí : Hericium coralloides)

Las palabras chronoxyle (neologismo francés, el equivalente español sería "cronoxilo") o monolito de madera muerta, son neologismos que designan: 
- a los viejos y grandes árboles muertos o moribundos, que se dejan descomponer sobre su pie, a menudo después de “haberlos afianzado”.
- o sea piezas de madera arregladas y conservadas de modo que constituyan a medida que avanza su descomposición, una sucesión de hábitats susceptibles de albergar la diversidad de las comunidades de especies saproxílicas (que consumen la madera o viven arriba como epífitas) y que están en fuerte regresión en los bosques donde la silvicultura ya no deja lugar para los árboles viejos y los cúmulos de madera muerta en descomposición.

Se contempla que bien sea por razones pedagógicas, científicas o de protección de la naturaleza los chronoxyles deben compensarse en su regresión de las grandes maderas muertas de los bosques. Si se reconstituyen, deben pues recomponerse de madera sin pesticidas y si es posible procedentes de árboles que se hayan desarrollado en lugares libres de sustancias químicas remanentes (plomo, mercurio, sal, etc). Pueden, sin embargo, tener una vocación secundaria artística, como señal, tótem, o trabajo de arte si se talla la madera.
La mayoría de los chronoxyles actualmente reconstituidos lo fueron por razones prioritariamente pedagógicas y de estudio científico, más que como verdadera herramienta de conservación de la naturaleza. Permiten por ejemplo a decenas de generaciones de alumnos de seguir y estudiar en un mismo lugar la proyección de la descomposición y estudiar a sus protagonistas (bacterias, setas, insectos, etc). Pueden constituir una medida compensatoria y/o conservacionista propuesta como atenuante del impacto de la destrucción de repoblaciones, o de la falta de leña inducida por una explotación intensiva del bosque por ejemplo en el marco de una ecocertificación forestal de tipo FSC, o simplemente asociarse a un planteamiento de HQE (del tipo « Quinzième cible HQE »).
Los datos adquiridos por el estudio de la madera muerta ponen de manifiesto que para conservar duraderamente las asociaciones saproxílicas (fauna, bacterias, hongos de la madera muerta dependen de la conectividad de los pedazos de las maderas. En ausencia de árboles senescentes cercanos, antes de que un monolítico de madera esté dividido, una contribución periódica de madera muerta puede permitir la conservación de poblaciones saproxílicas características de las distintas fases de descomposición de la madera.

## Interés por la biodiversidad
Los bosques maduros (de 100 a 500 años y más según la composición de las especies forestales) que son los árboles senescentes, como las maderas muertas aún de pie o tumbadas en el suelo tienen un interés ecológico principal por la biodiversidad: 
- en tanto que hábitat irreemplazable para una multitud de invertebrados, comunidades bacterianas, hongos,[3] pájaros, mamíferos (entre los cuales se encuentra el murciélago), reptiles y anfibios;
- en tanto que fuente (directa o indirecta) de comida para estas especies, e indirectamente para sus depredadores;
- en tanto que elemento importante de completar el ciclo del carbono en el ecosistema forestal, y fuente de humus.

La silvicultura sostenible comienza por integrar la protección o por reintroducir una cantidad mínima de madera muerta en los bosques. Zonas de reserva natural íntegra permiten protegerlos, pero el carácter fragmentado y la insularisación ecológica de numerosas repoblaciones y bosques hacen estas medidas muy insuficientes para el mantenimiento de una biodiversidad importante en las comunidades saproxílicas. Es por esto que algunas ciudades desarrollan una estrategia de reintroducción muy significativa de madera muerta en sus grandes parques urbanos (p.ej.: Lille en Francia) que -, en particular, por esta razón - obtuvo una etiqueta de gestión ecológica “Espacios verdes ecológicos” entregado por Ecocert en 2007). Los arboristas tienden también a integrar este tema, con un concepto de “Alta calidad arborícola” propuesta en Nantes en el Coloquio Árbol y desarrollo sostenible.

## Tipos de Chronoxyles

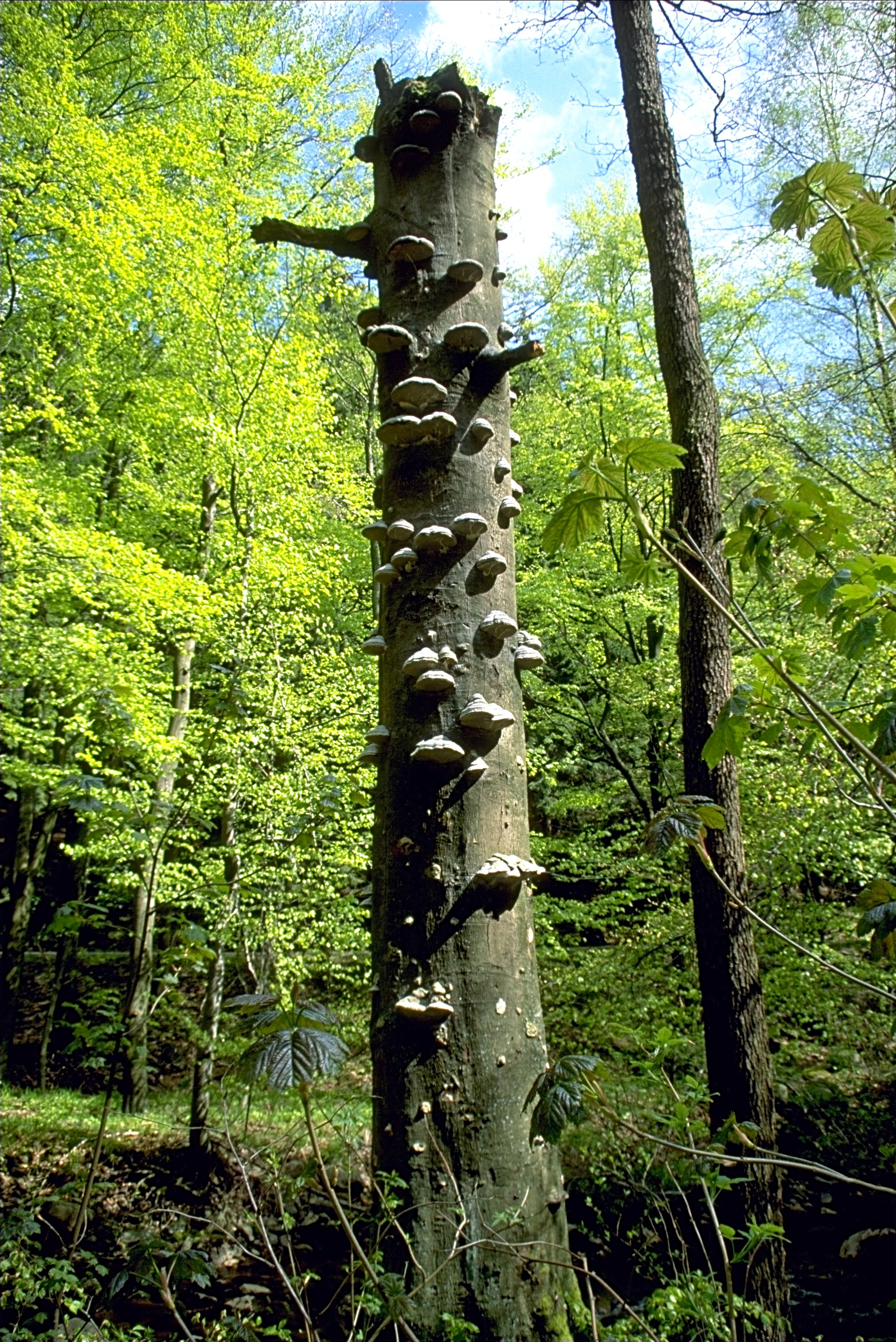
La modelización matemática de los flujos de aire sobre un tronco surtido de setas de este tipo deja pensar que contribuyen significativamente a aumentar la resistencia al viento de las “velas” de leña de las que se alimentan. Se pensó en reproducir tales formas sobre chimeneas industriales para aumentar su resistencia a las tormentas.

Diferentes tipos existentes de chronoxyles / Monolithes :
- los que se presentan generalmente formas en “Tótem” (troncos más o menos reducidos un 3 a 12 m de altura)
- “Vela” natural, in situ , de pie sobre sus raíces, eventualmente con refuerzos de seguridad, o incluso, como en la fotografía adjunta a la izquierda, astillado para imitar una rotura debida a una tormenta a fin de facilitar la colonización (aquí en Lille, en el Jardín Vauban, en 2006)
- In situ , replantados de pie (para las secciones largas) o colocados en el suelo, o aislados del suelo
- Ex situ , desplazados en un lugar donde no obstruirán nadie.
- Troncos imponentes astillados o troceados y colocados en el suelo, eventualmente semienterrados o parcialmente en el agua, eventualmente reconstituidos a partir de árboles cortados, del mismo lugar o no
- Puede por fin tratarse de una escultura, teniendo un interés estético o decorativo, pero sin embargo destinada a ser deteriorada por la fauna y flora saproxílica que acabará de tallarlo hasta desintegrarlo en humus.

## Seguridad

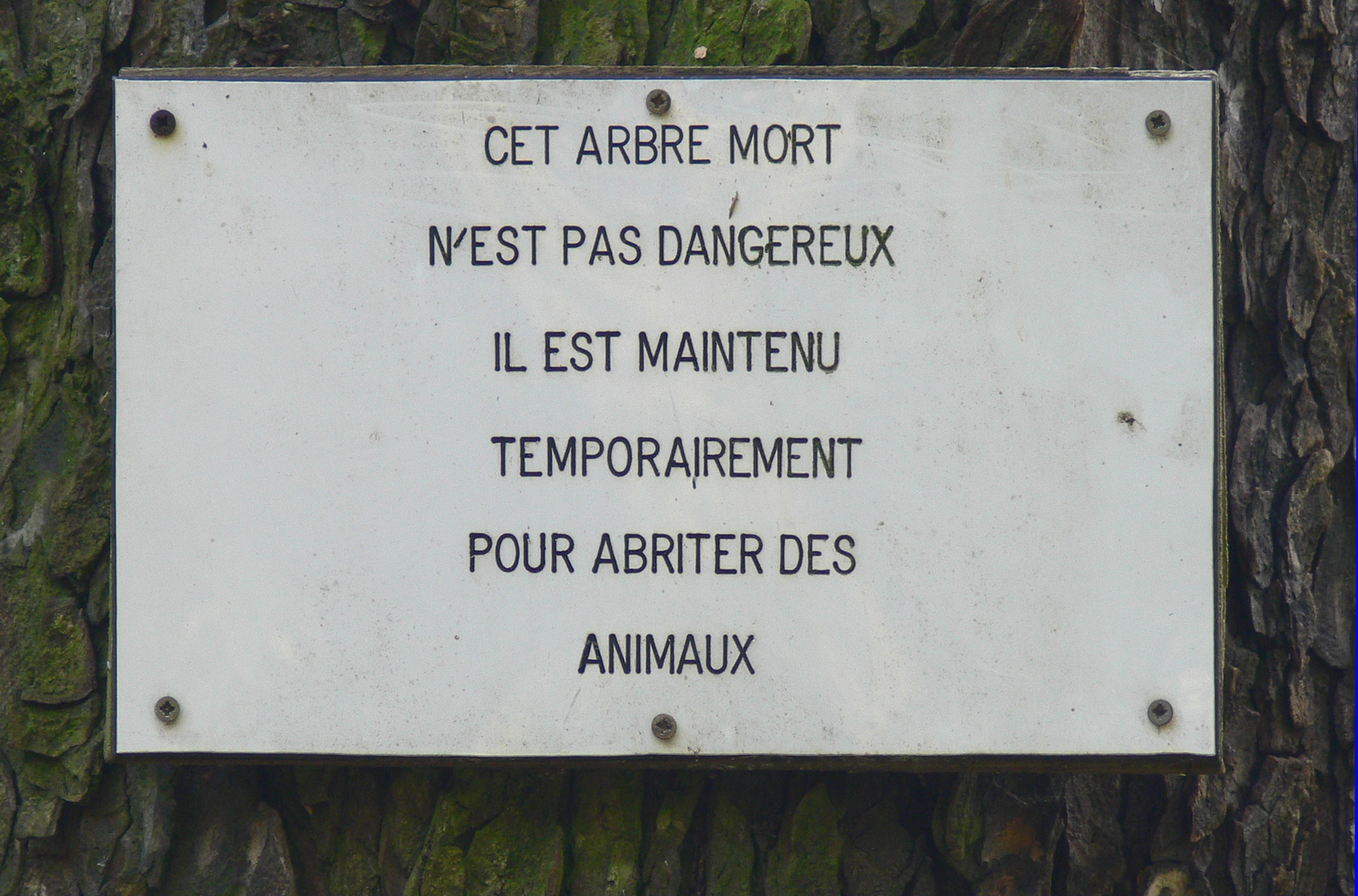
Este panel indica al público que los grandes árboles muertos conservados por el municipio para permitir la supervivencia de setas, invertebrados, pájaros, murciélagos que dependen de la madera, se afianzaron previamente por seguridad, y que se les supervisa periódicamente). (Aquí en el Jardín Vauban, cerca del centro de Lille (Norte de Francia)

Las colectividades deben a la vez adoptar todas las medidas razonables para garantizar la seguridad de las guías, y proteger los hábitats de las especies protegidas (entre las cuales la madera muerta o senescente necesaria para la supervivencia de numerosos invertebrados y vertebrados protegidos); dos objetivos que parecen a veces contradictorios. Un árbol muerto de pie, mismo mondado (reducido) presenta a medida que avanza su descomposición un riesgo creciente de caída en caso de tormenta. Un tronco antiguo puede caer sobre sí mismo y aplastar a quien esté junto a él. Es por esto por lo que se recomienda indicar y seguir los árboles muertos y chronoxyles situados al borde de ejes de paso. Serán objeto de inspecciones periódicas que pueden estar indicadas en el panel, o incluso aislados con un perímetro de protección (zarzas, arbustos densos o espinosos, o zona delimitada por una señalización de seguridad). Si el riesgo se juzga demasiado elevado, el tronco puede cortarse o tumbarse al suelo donde acelerará su descomposición. Los árboles y troncos antiguos y huecos pueden también albergar colmenas salvajes o nidos de avispones que pueden entonces también indicarse para información del público. Sucede que a veces niños pretendan encender fuego, o lanzar petardos en las cavidades, o que por diversión, los visitantes pretendan empujar los troncos sobre una cuesta o en el agua. Los troncos aislados caídos medio enterrados en el suelo siguen siendo húmedos y son difíciles de desplazar. 

## «SOS Invertebrados»

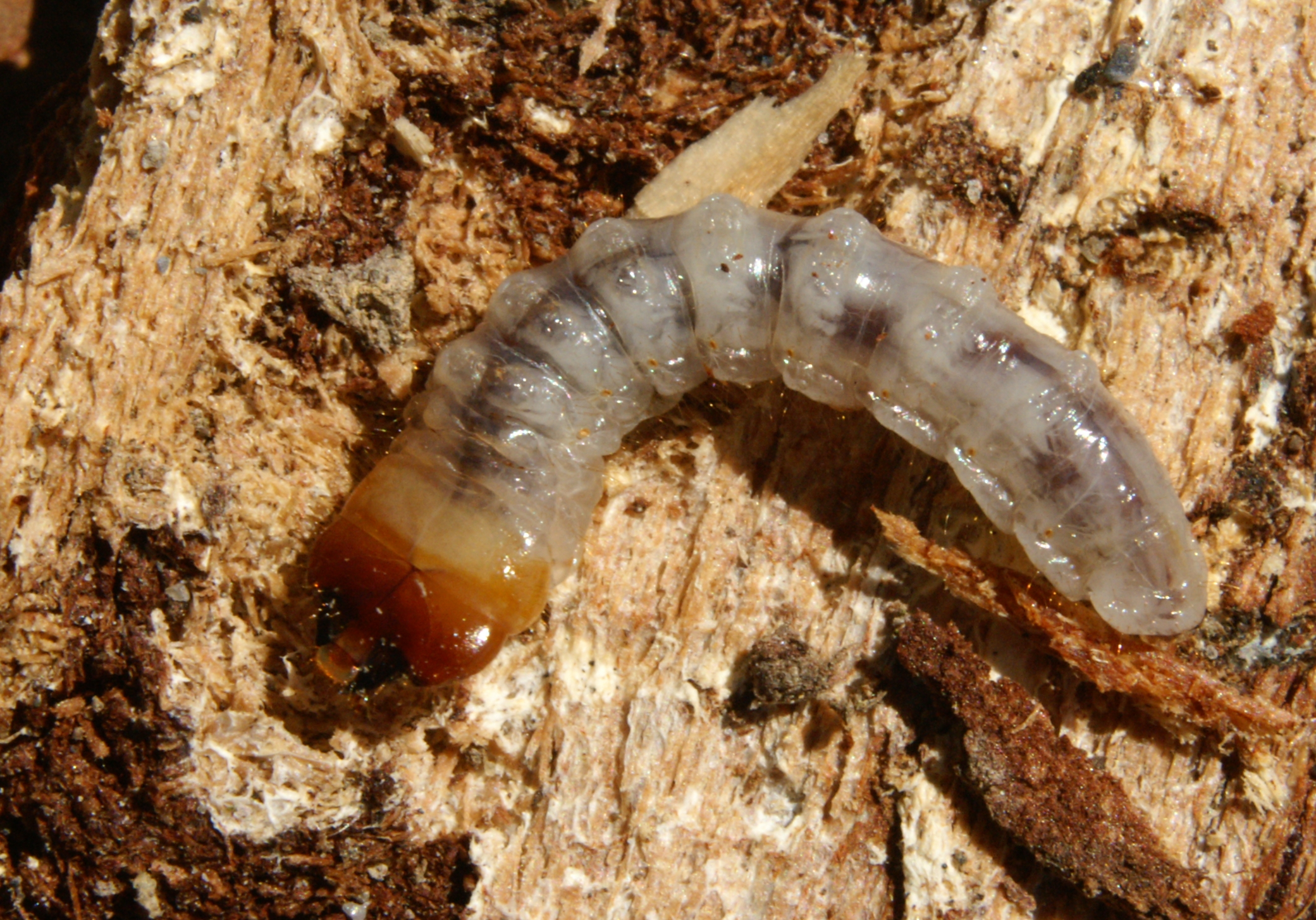
Numerosos invertebrados contribuyen al proceso de descomposición de la madera y producción del humus forestal

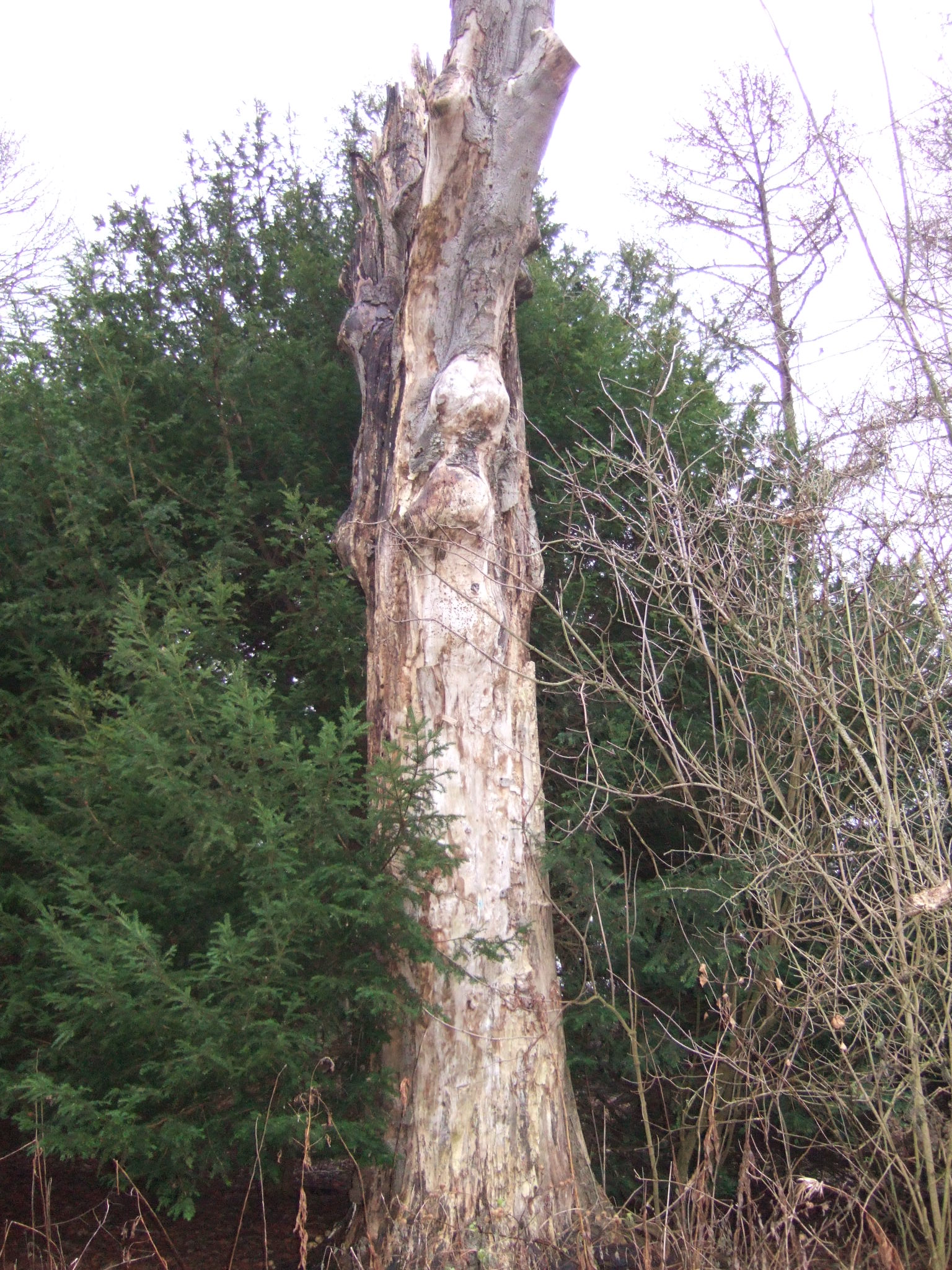
En cada etapa y estado de degradación de un tronco muerto, el árbol sigue albergando y alimentando a una fauna considerable, que contribuye al buen reciclaje de la materia orgánica

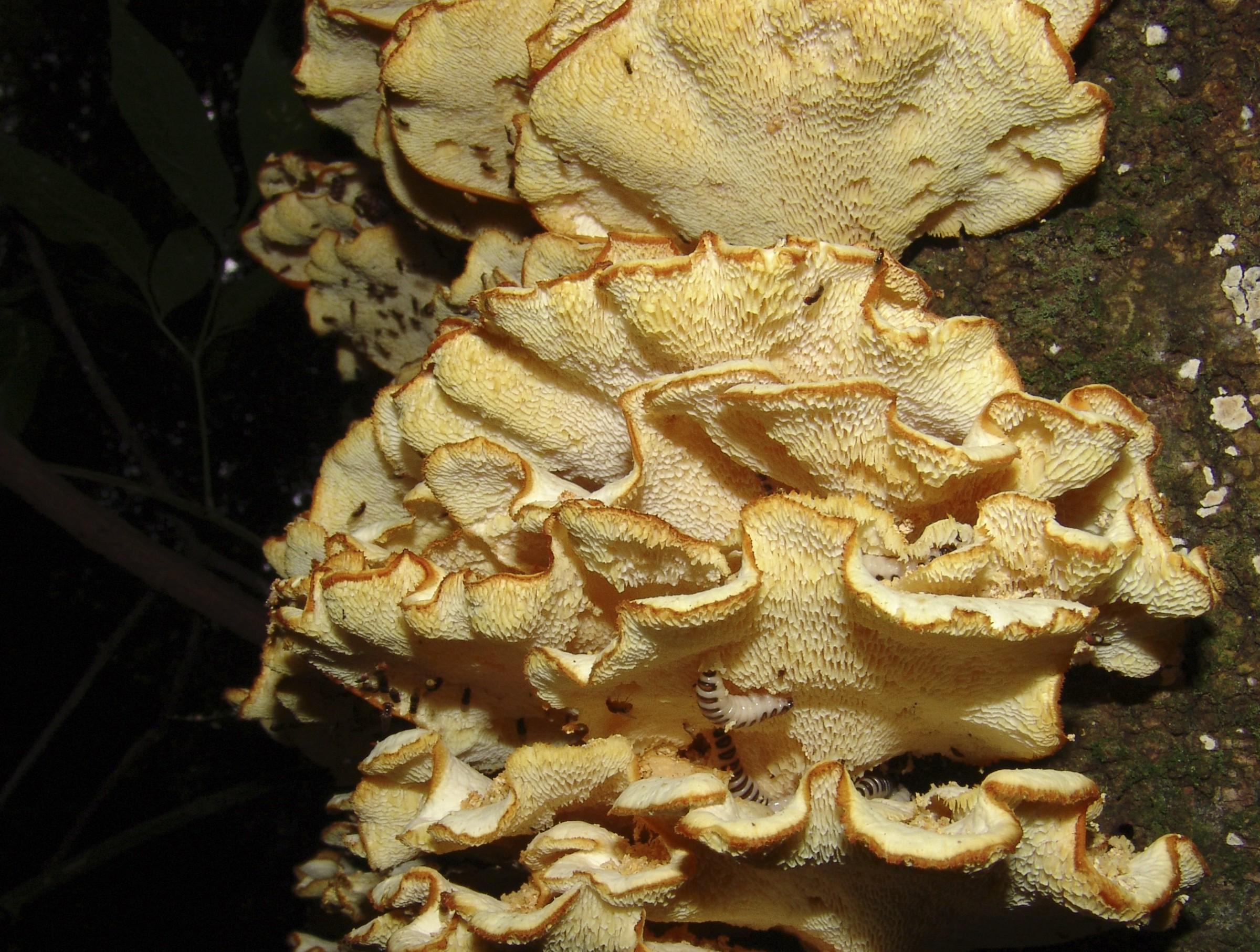
Algunos invertebrados consumen las propias setas que a su vez consumen la madera (aquí en Brasil)

Los invertebrados son la mayor parte de las especies y representan la parte fundamental de biomasa animal sobre la tierra y en las aguas dulces y marinas. Cuentan también entre las especies más amenazadas, ya lo recordó el Consejo de Europa en 1986, pidiendo a los Estados miembros identificar y proteger una red de bosques maduros ricos en madera. Estos bosques son en efecto primordiales para la supervivencia de las especies saproxílicas (que deterioran la madera y se alimentan produciendo una parte esencial del humus forestal). 
Las especies (animales, fúngicas y vegetales) relacionadas con la presencia de madera muerta, se cuentan entre las amenazadas y, en particular, los invertebrados. Las principales causas de su desaparición son la desaparición de los bosques maduros naturalmente ricos en madera muerta, y la desaparición de la madera muerta sobre inmensos espacios urbanizados o cultivados en Europa, y quizá también la contaminación global de la biosfera por los pesticidas. En las zonas de clima templado, en un bosque natural maduro, “virgen” de explotación; un 30% aproximadamente de la madera es madera muerta. Y cada tonelada de esta leña alimenta varias toneladas de animales, setas, bacterias que eran la causa de los ricos suelos forestales conquistados por la agricultura.
Cómo ayudar a estas especies a sobrevivir, mientras que su hábitat desaparece o desapareció, y que es necesario de 200 a 600 años para producir los árboles que les convendrían mejor? Los Chronoxyles, monolitos, (o Monoliths para los Anglosajones) son uno de los medios originales de salvar los invertebrados saproxílicos y a sus depredadores, ofreciéndoles un hábitat provisional de sustitución, a la espera de que en los bosques, los setos, los jardines, se vuelva a aprender a conservar la madera muerta.

## Descomposición de los chronoxyles
Según el tamaño, el volumen y la naturaleza del chronoxyle, según que presente o no astillas, caries, agujeros facilitando la entrada de los descomponedores, la desecación retrasará más o menos el proceso de descomposición, sobre todo si se expone el monolito se aísla del sol y del viento
Por ejemplo, en el sector boscoso del parque de Windsor un monolito de roble permaneció de pie durante más de 55 años, mientras que un monolito vecino de haya se hundió después de solamente 15 años.
El proceso de descomposición puede ser retrasado por el corte de las ramas o trozos de ramas, permitiendo una duración de vida de varias décadas a varios siglos para algunas maderas duras, y evitando para los más grandes troncos que éstos se rompan bajo el efecto del viento. En condiciones frescas y húmedas, el monolito alberga otras especies, que ven también su hábitat reducirse. Es necesario también si es posible conservar las ramas existentes y raíces ya que distintas especies viven en las maderas y raíces de distintos diámetros, y serán diferentes según el clima y microclima.
Inspecciones regulares de la base del tronco, de las raíces, especialmente después de las tormentas, después de los largos períodos de lluvia y/o helada permiten prevenir los riesgos de caída.
Antes de que el monolito corra el riesgo de caer, se lo derrumbó al suelo donde el trabajo de descomposición se continuará o se lo transporta. Puede también ser interrumpido, por ejemplo en un recinto cerrado de museo, escuela, biblioteca, de universidad, etc o protegido por un cierre o en medio de una zona encharcada de agua (en un jardín o en medio de un lugar público por ejemplo). Una vigilancia y sobre todo mucha pedagogía limitarán la tentación que parece casi natural para los niños de hacer caer al más pequeños de este monolitos o de incendiarlos en periodo de sequía.
El monolito puede ser objeto de un seguimiento científico o por los niños de una escuela durante varias décadas, o incluso siglos. Para las partes más notables, es quizá útil designar a un conservador que velará para que este proceso sea natural. El carácter estético y decorativo de los monolitos, verdadera escultura evolutiva y viva puede son aprovechado por los artistas y paisajistas. 

## Aspectos culturales

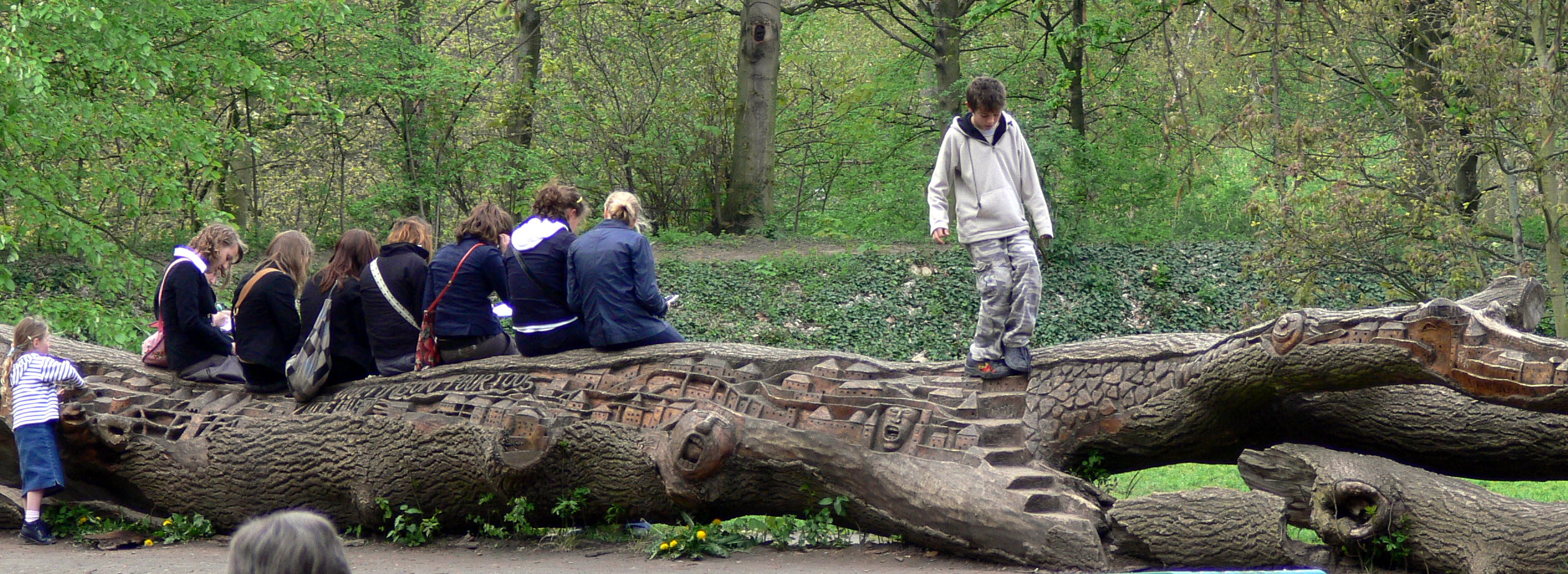
El tronco de un árbol cortado en un parque que se conservó y tallado amenazaba una zona ocupada por un artista. Estas colegialas inglesas prefirieron sentarse sobre esta escultura, más bien que utilizar los numerosos bancos instalados en su proximidad. Este tronco no se coloniza normalmente por los organismos saproxilófagos. Lugar: Parque de la ciudadela en Lille (Norte de Francia).

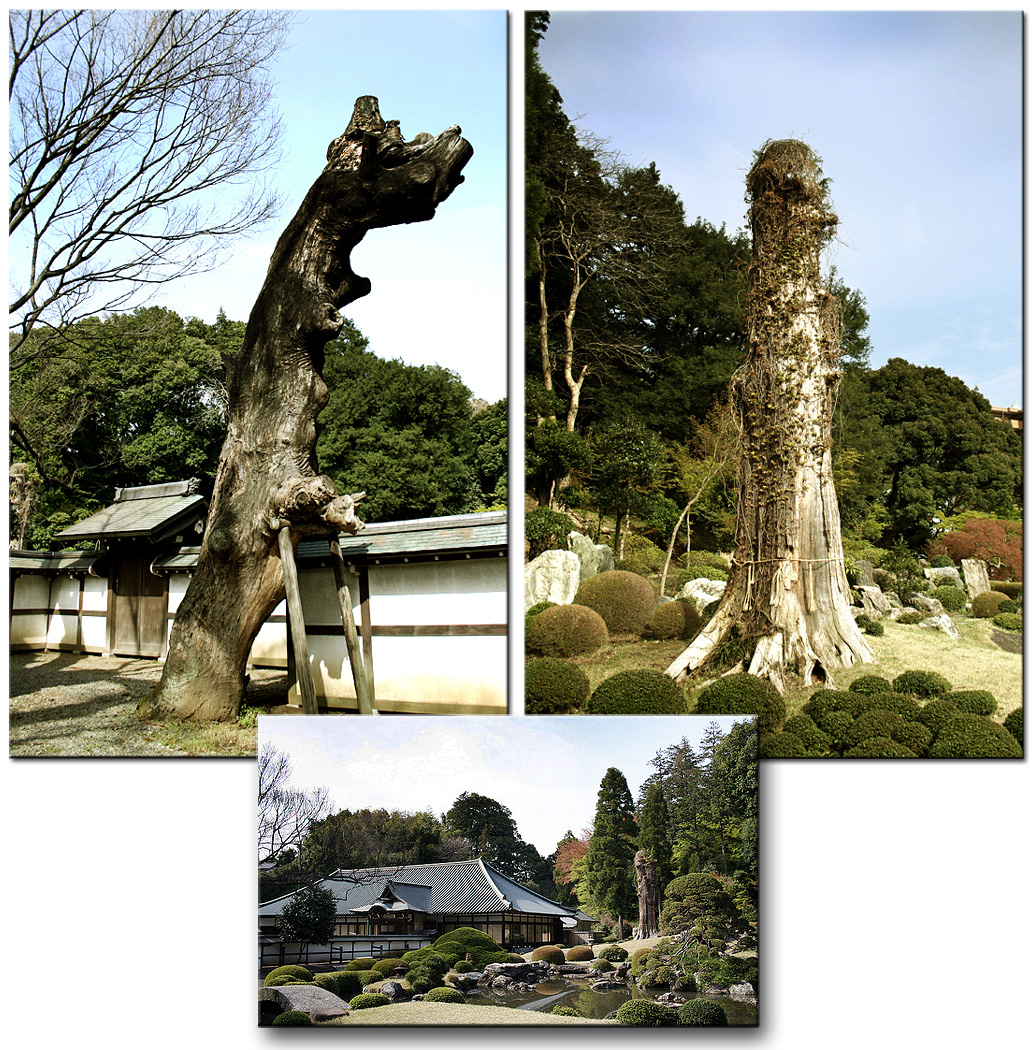

El concepto de chronoxyle puede a veces ser similar a árboles notables, árbol venerado o respetado por razones históricas, familiares (tumba o espíritu de los antepasados) paisajista o religiosas. Al lado, se pusieron en seguridad y se conservaron dos árboles muertos, en los jardines de kagoyamaen (Japón).

## Véase también

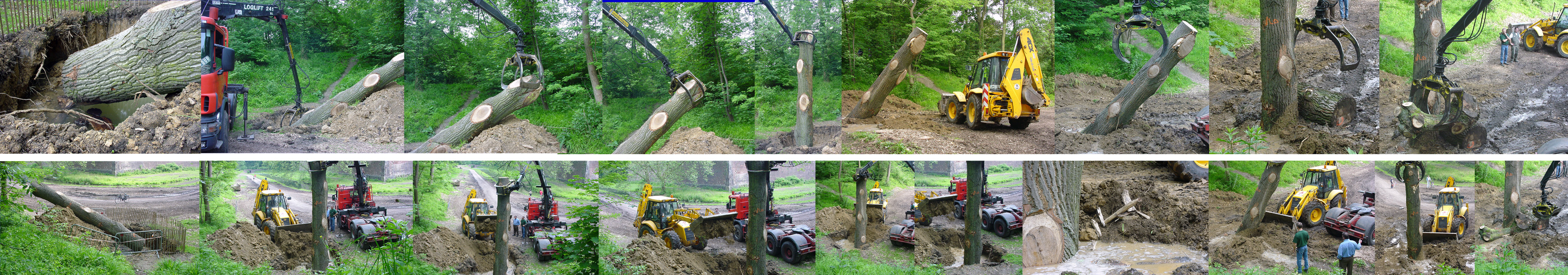
Ejemplo de uso de troncos de álamos cortados por razones de seguridad, como chronoxyles, por la ciudad de Lille, en 2OO5, en el Parque de la Ciudadela (alrededor de 30 Ha. cerca del centro ciudad) donde se aplica una política más amplia de conservación de madera desde 2005.

## Galería de imágenes

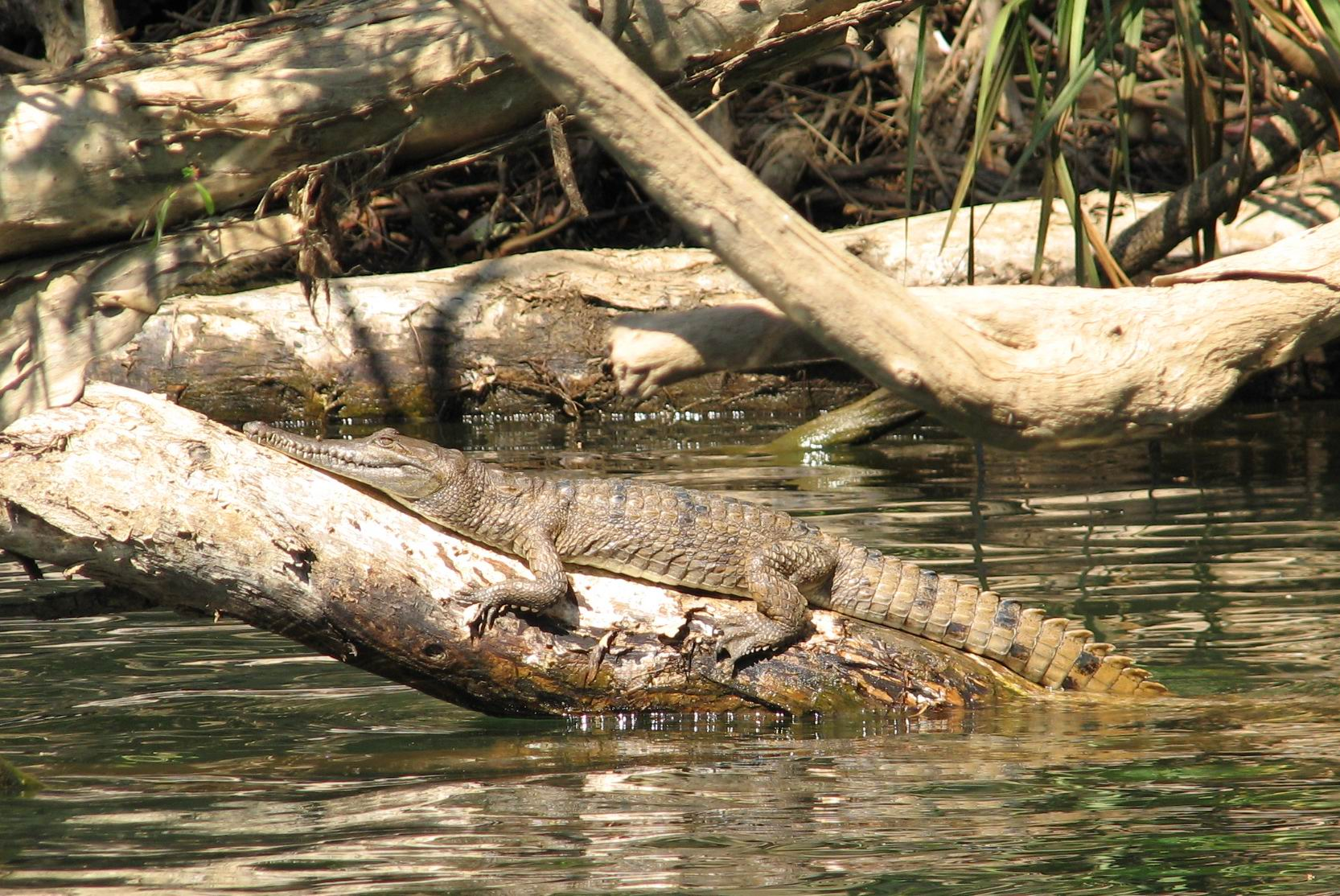
Los troncos abatidos en el agua ofrecen perchas y zonas de descanso a los pájaros y reptiles acuáticos.
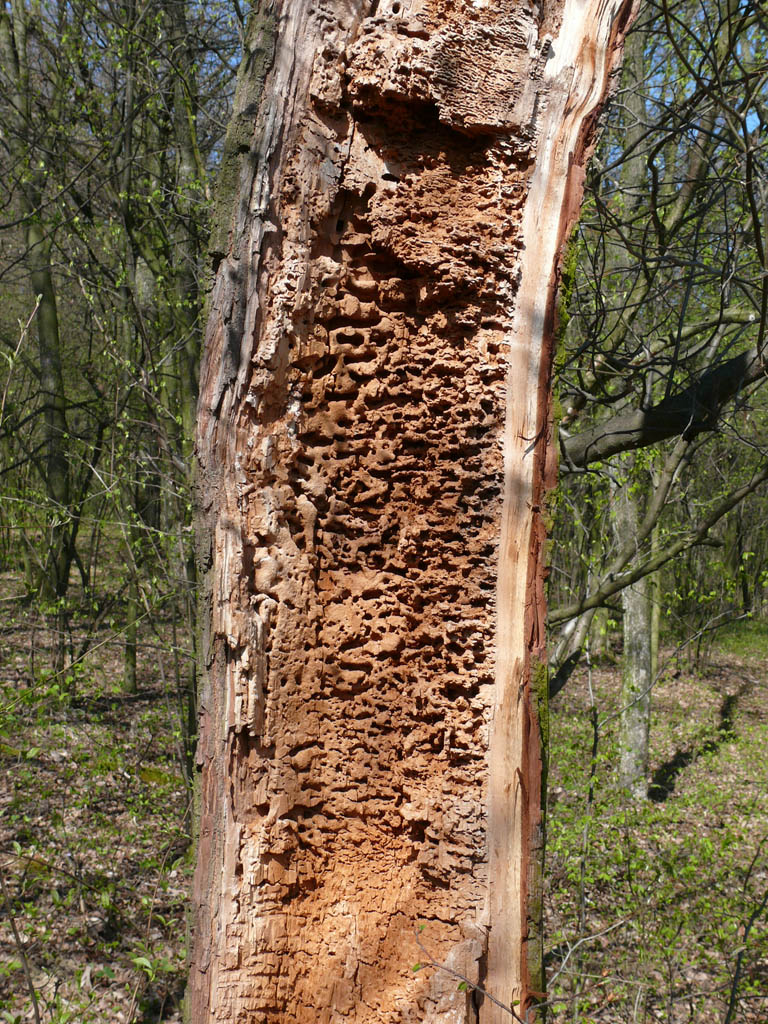
galerías excavadas en la madera.
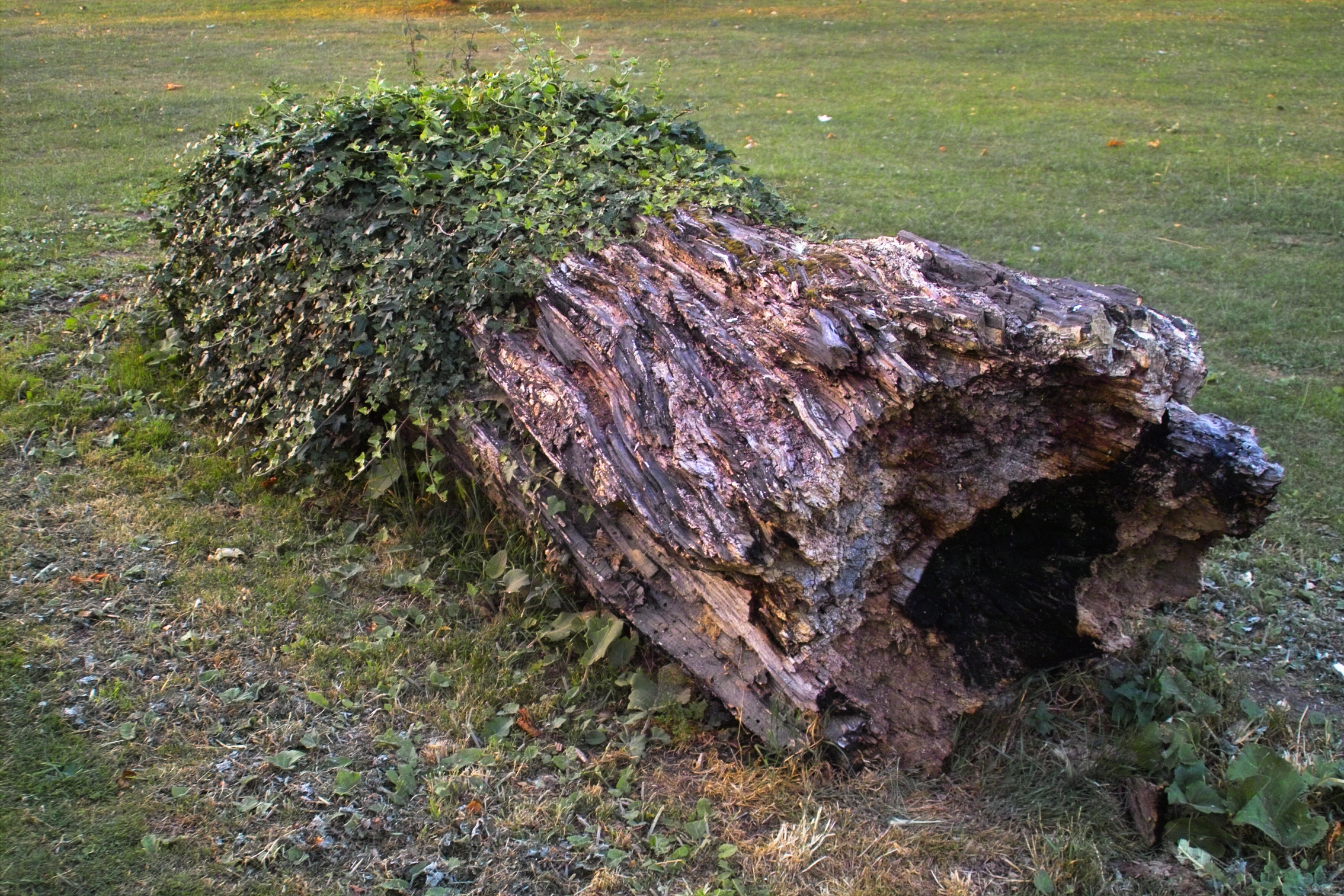
Resto de tronco abatido.
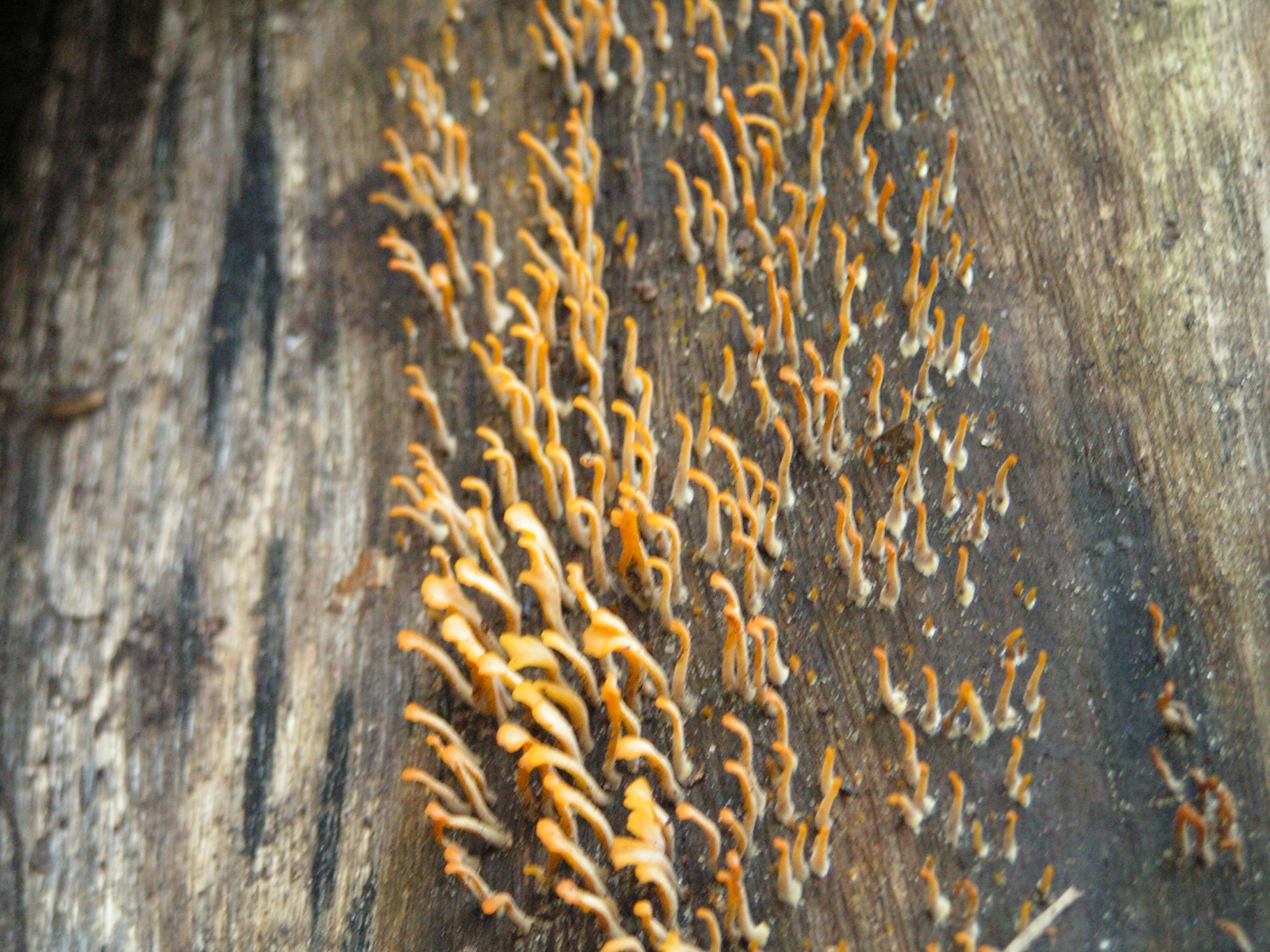
Setas que colonizan la superficie de un tronco.
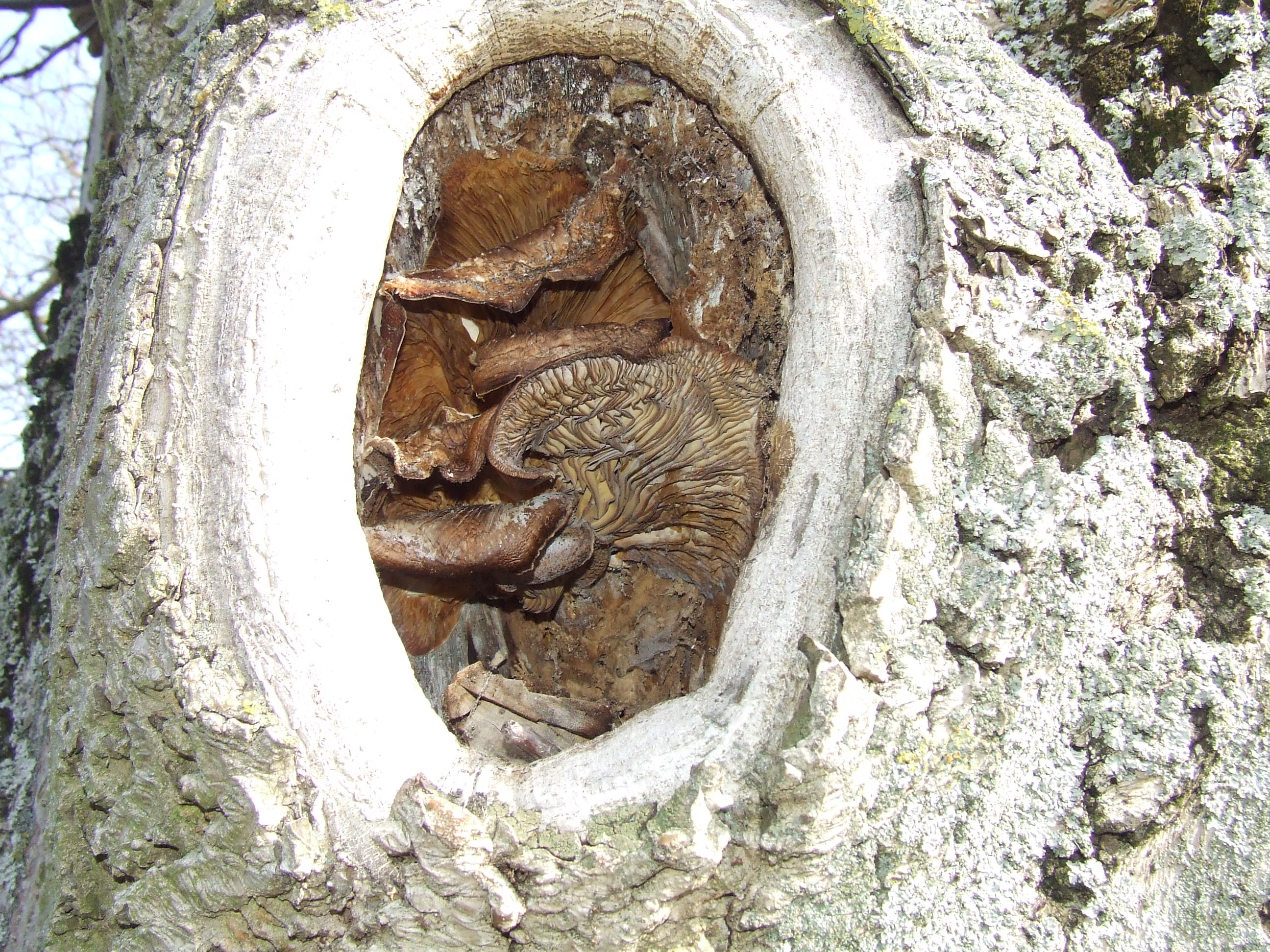
Setas que colonizan el interior de un árbol senescente.
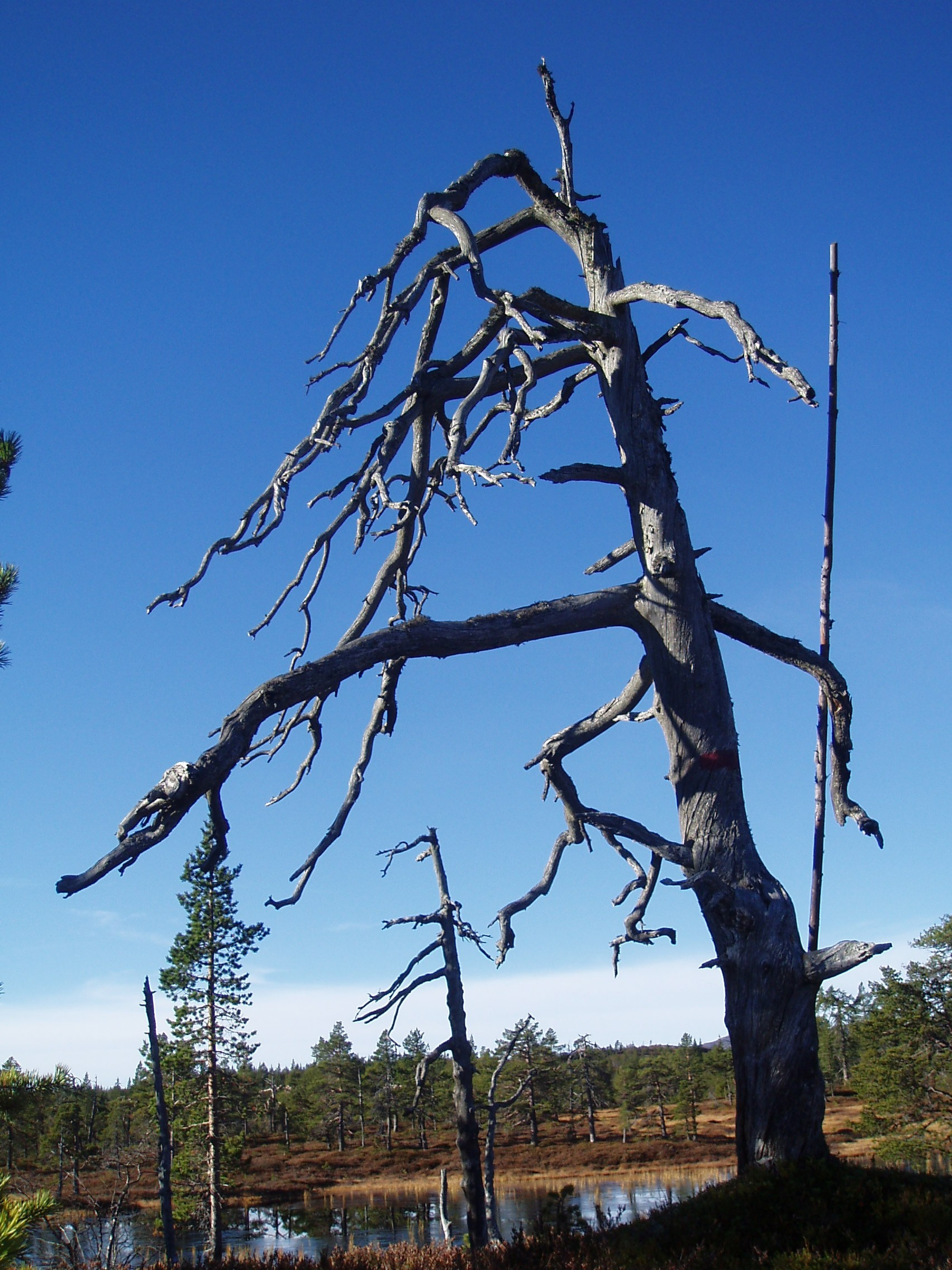
Pinus sylvestris muerto de modo natural, Montañas del este de Noruega.
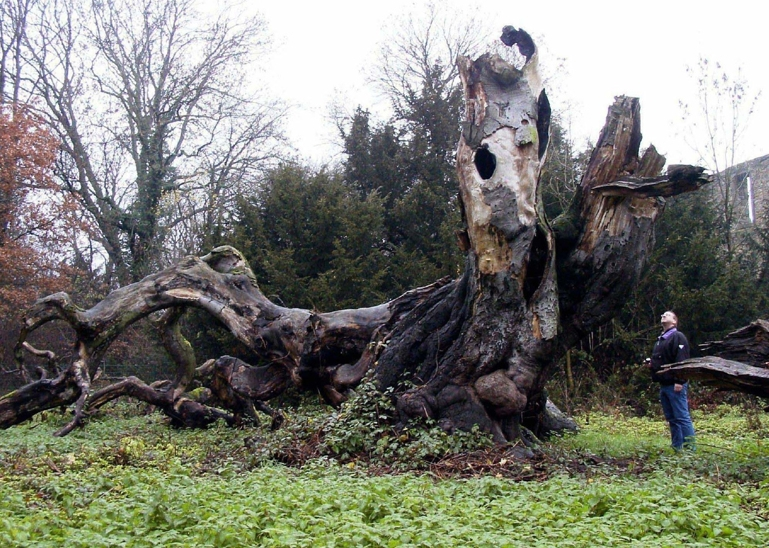
gran haya tortuosa muerta.
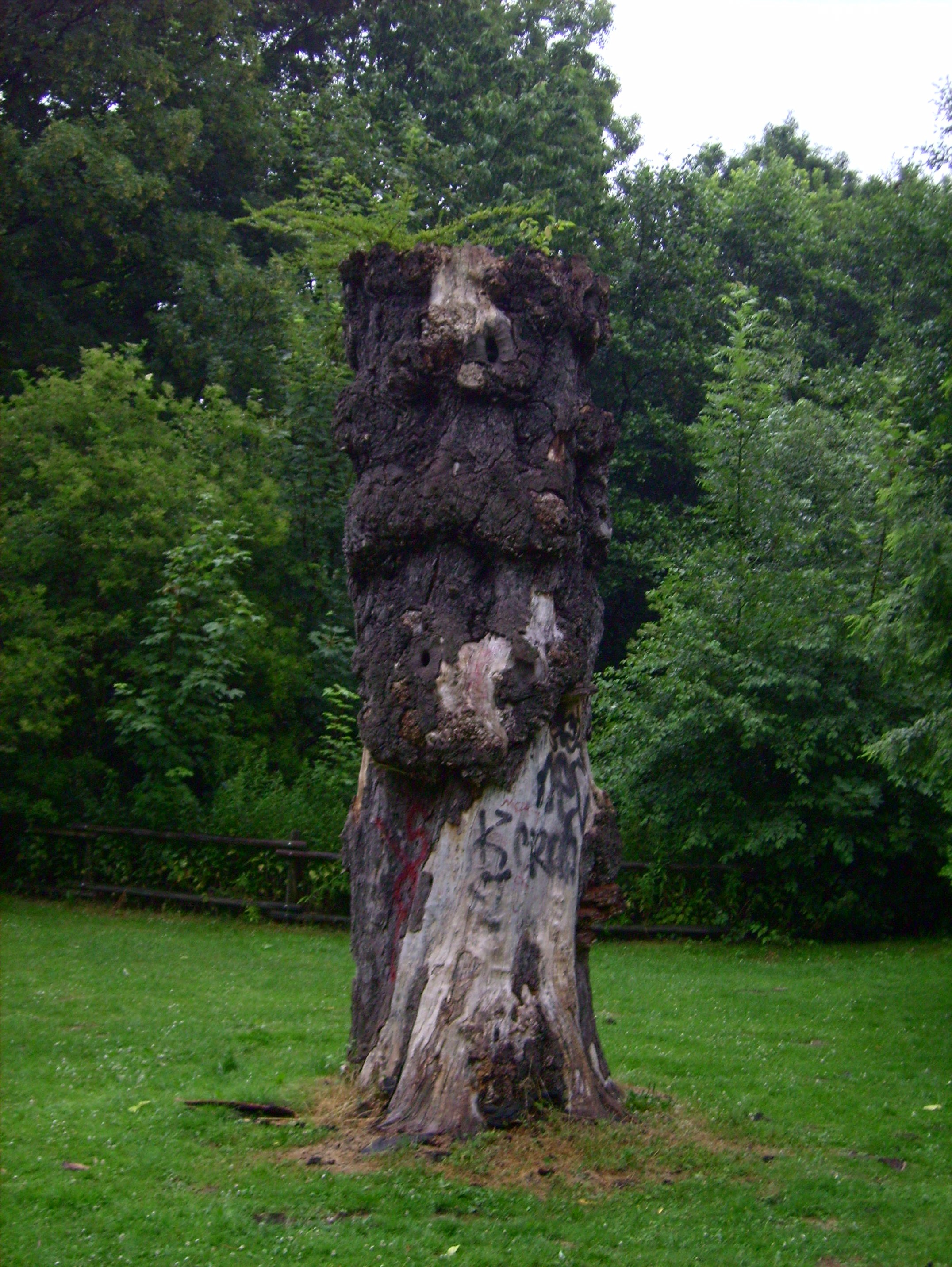
Tronco aislado en una pradera.
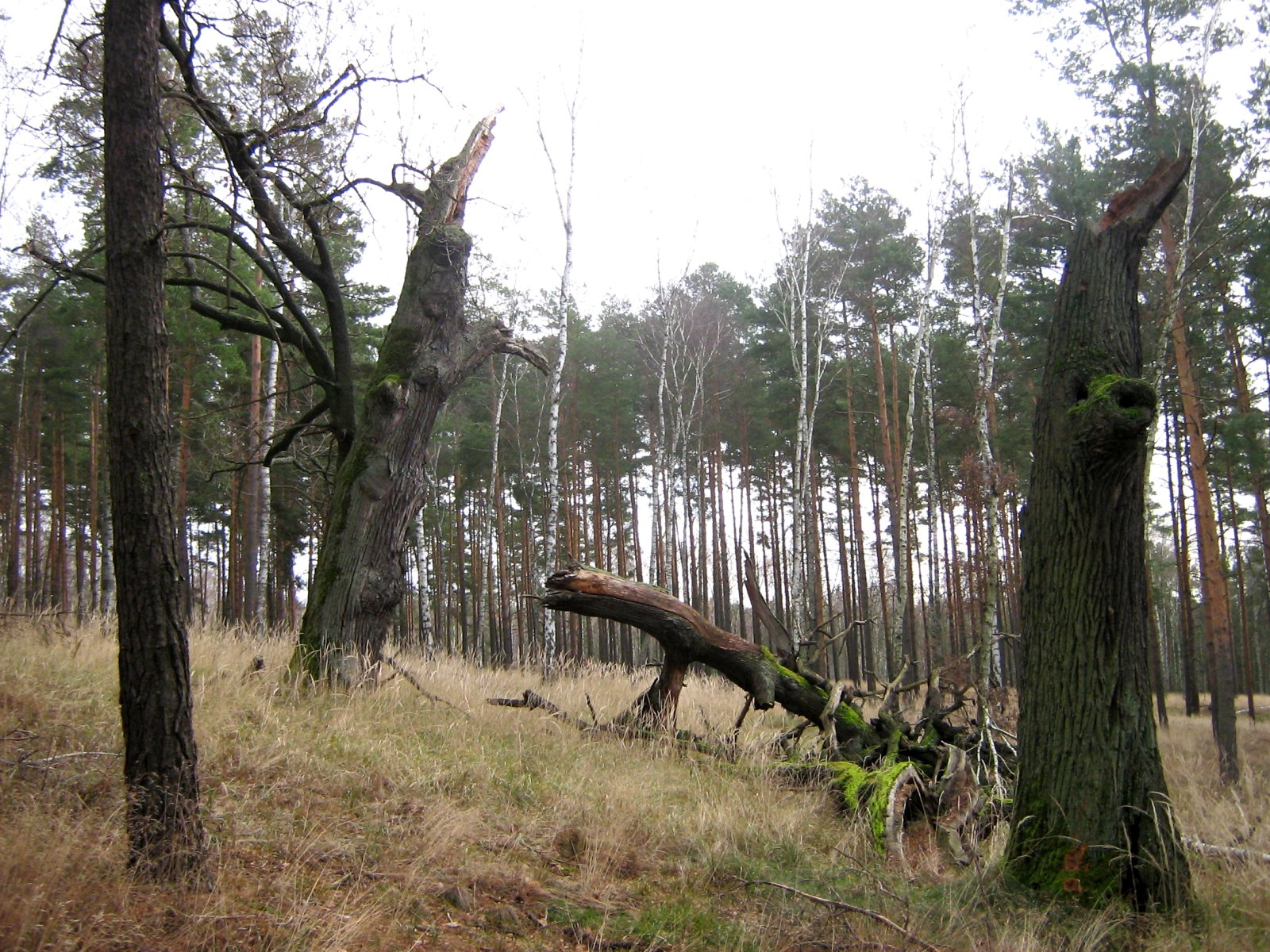
Landkreis Dahme-Spreewald, Brandenburg (Alemania).
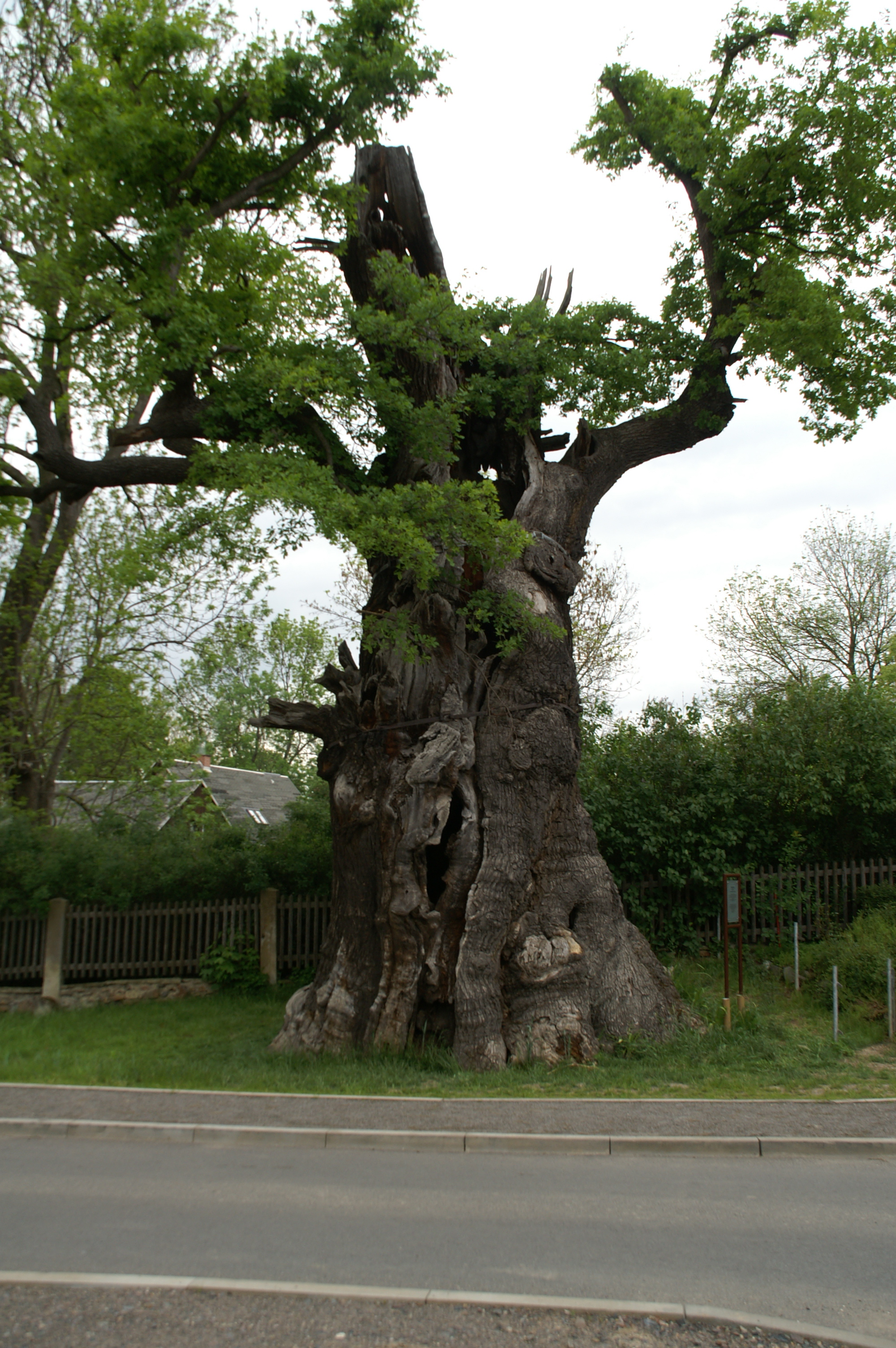
Roble alemán, en Noebdenitz.
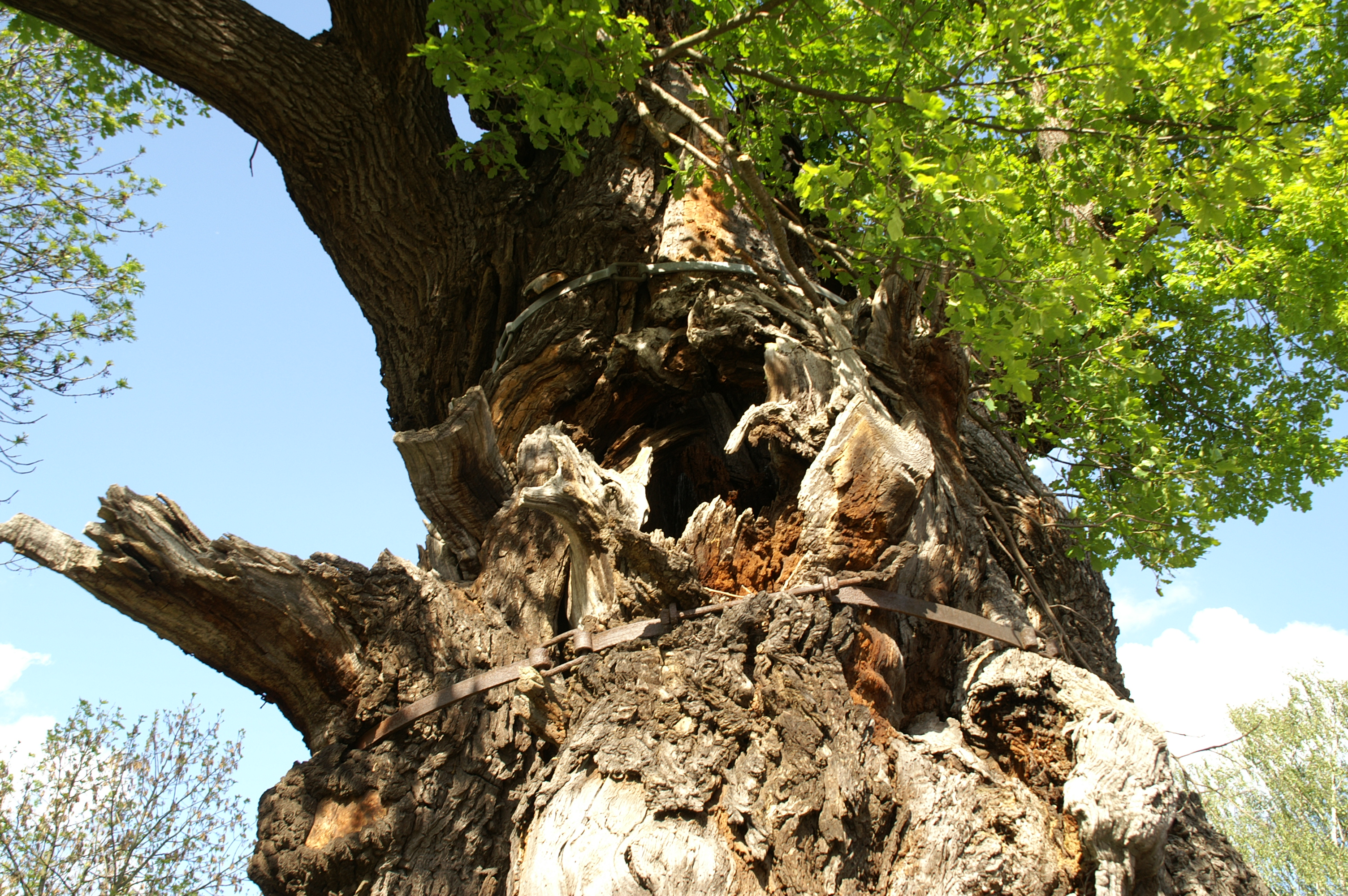
detalle del tronco.
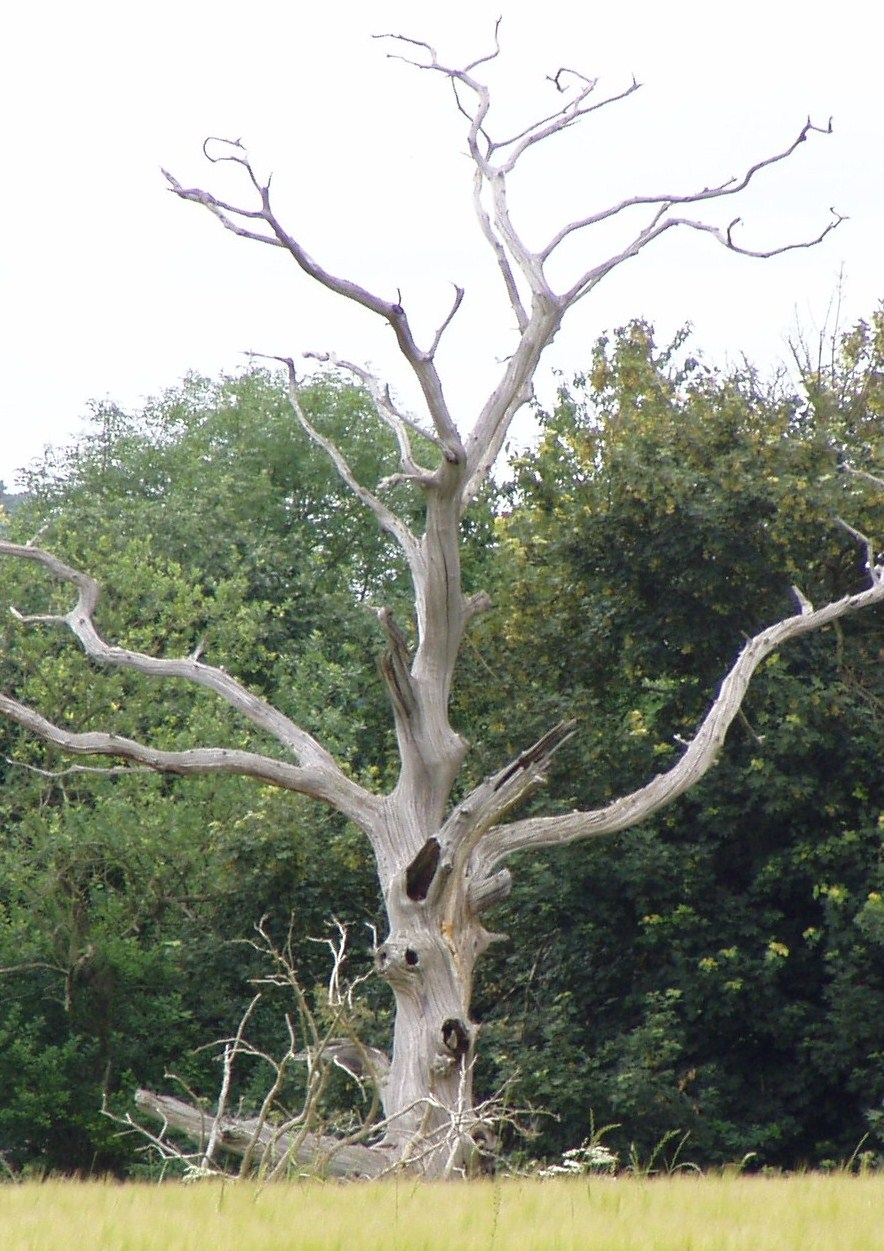
Leñas y hueco, ideal para algunos ratones calvos y otro cavernícolas.
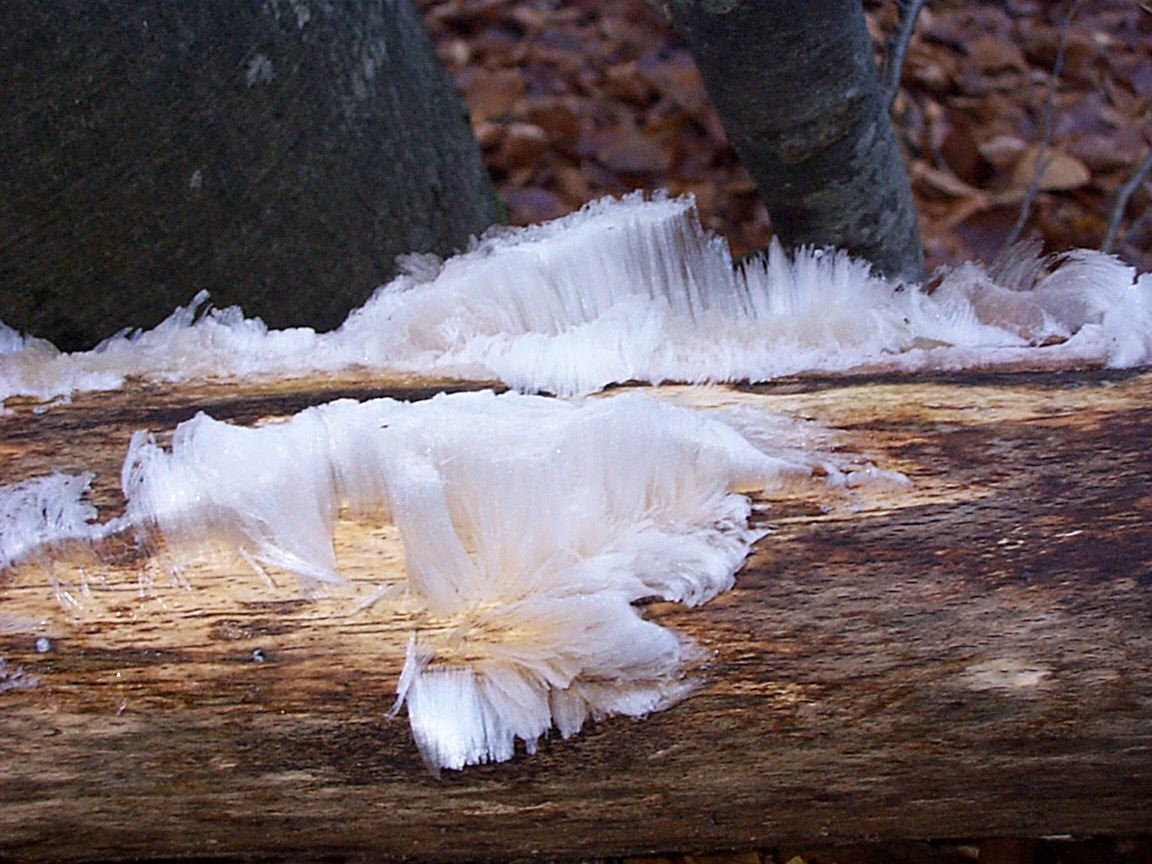
Efecto del frío sobre la leña húmeda (contracción de la madera => agua “expresada” congelada).
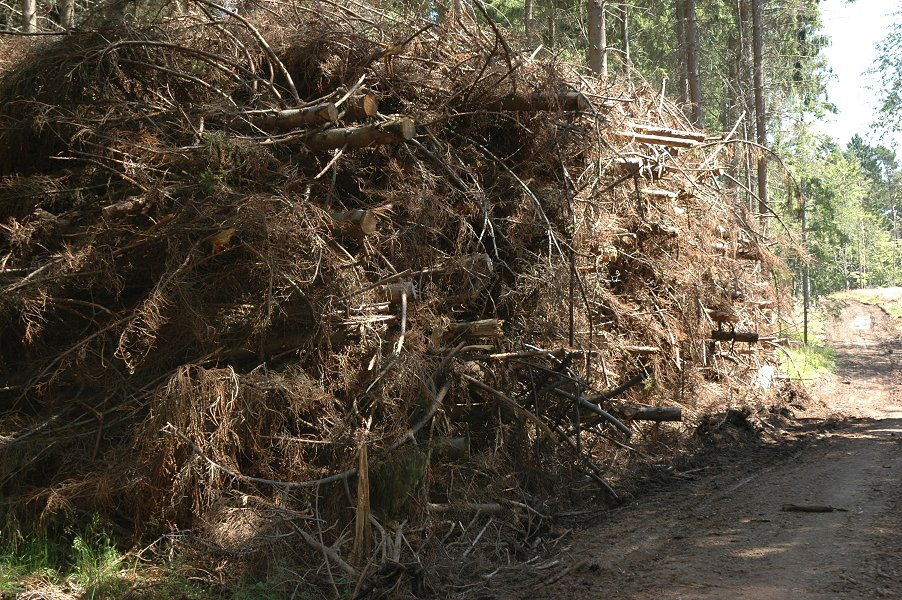
Acumulación de leña (resinosa).
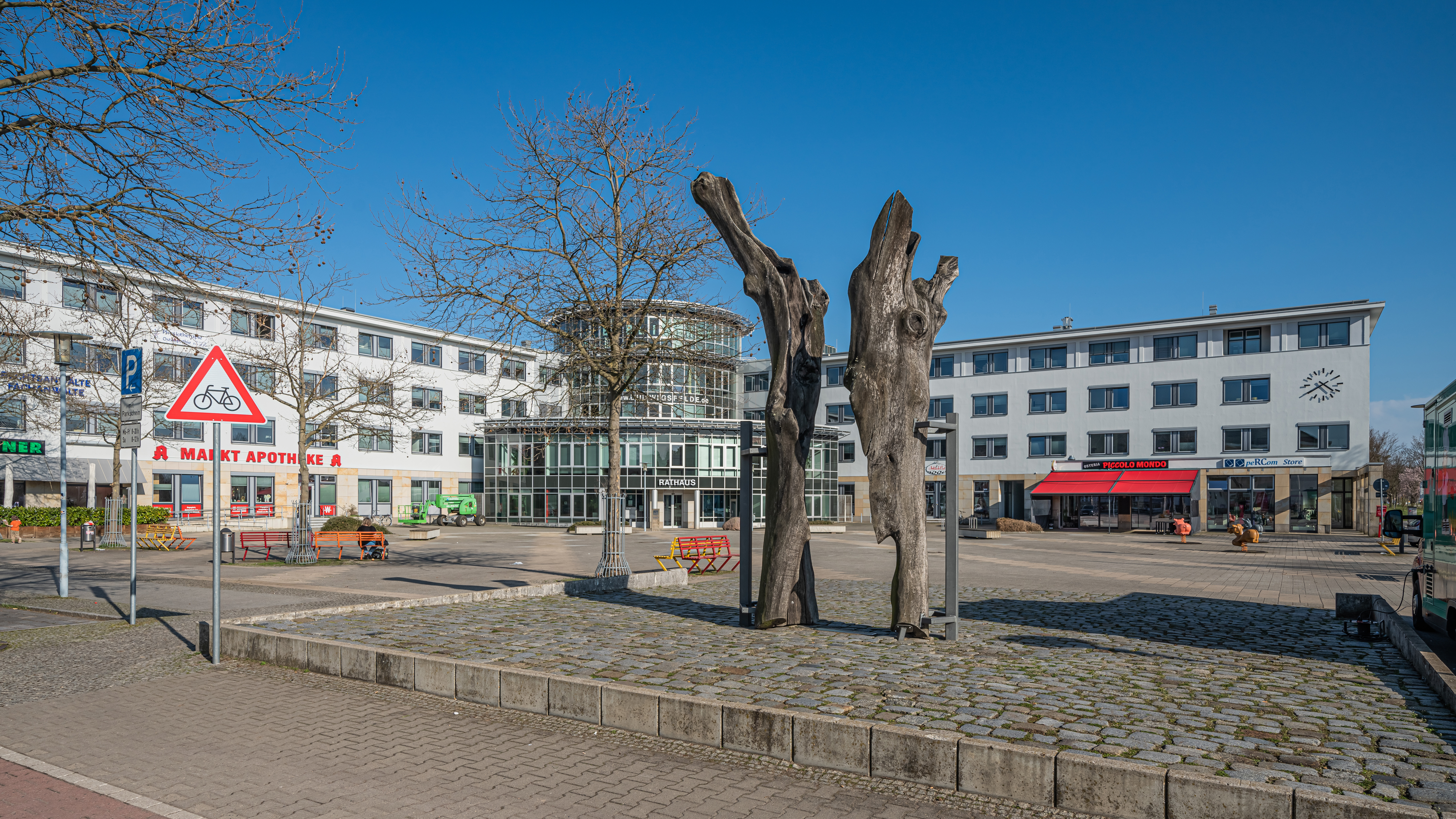
.. en escultura urbana (obra de Franziska Uhl en 2005.)